# 刘玉明 (1950年)
刘玉明（1950年—），汉族，中华人民共和国政治人物、第十一届全国政协委员。
加入中国共产党，担任工人日报社社长、分党组书记。2008年，当选第十一届全国政协委员，代表中华全国总工会，分入第十七组。